# Königgraben (Gemeinde Deutschfeistritz)
Der Königgraben ist eine Katastralgemeinde in der Marktgemeinde Deutschfeistritz mit 174 Einwohnern (Stand 1. Jänner 2024) in der Steiermark in Österreich. Sie liegt im Norden des Bezirkes Graz-Umgebung und im Gerichtsbezirk Graz-West am Königgrabenbach.

## Geografie

### Geografische Lage
Der Königgraben liegt circa 16 km nördlich der steirischen Landeshauptstadt Graz.
Zur nördlichen Seite erstreckt sich der Schartnerkogel (931 m), zur südlichen Seite der Gamskogel (859 m). Die Ortschaft liegt fast direkt im Zentrum der Gemeinde Deutschfeistritz.

### Nachbarortschaften

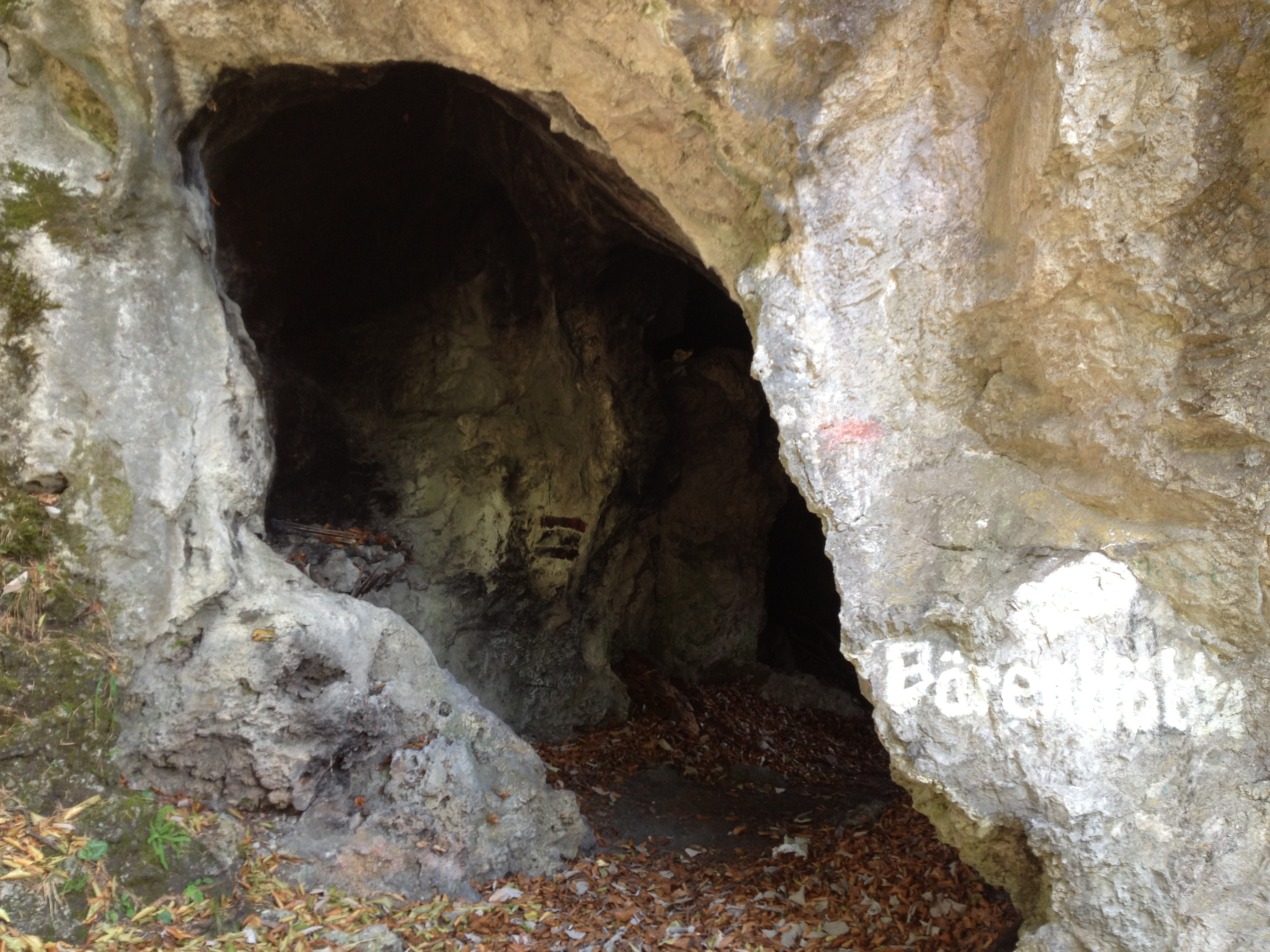
Die Bärenhöhle

| Prenning      | Zitoll                                      | Deutsch- feistritz         |
| Stübinggraben | Kompassrose, die auf Nachbargemeinden zeigt | Mur Hinterberg             |
| Dielach       | Kleinstübing                                | Mur Friesach (Gem. Peggau) |

## Sehenswertes und Freizeit

### Im Königgraben
Rund um den Schartnerkogel, den Gamskogel und dem Hagensattel gibt es Wandermöglichkeiten. Bei einer Rundwanderung kann man die regional bekannte Bärenhöhle besichtigen.

### In der Umgebung
- Ein bekanntes Ziel in der Nachbarortschaft Kleinstübing ist das Österreichische Freilichtmuseum. Das Museum bietet seinen Besuchern eine Zeitreise durch die Geschichte der österreichischen Landwirtschaft.
- Schloss Stübing in Kleinstübing, ist seit 1960 Teil des SOS-Kinderdorfes
- Schloss Thinnfeld in Deutschfeistritz
- Pfarrkirche St. Martin auf dem Kirchberg[1]

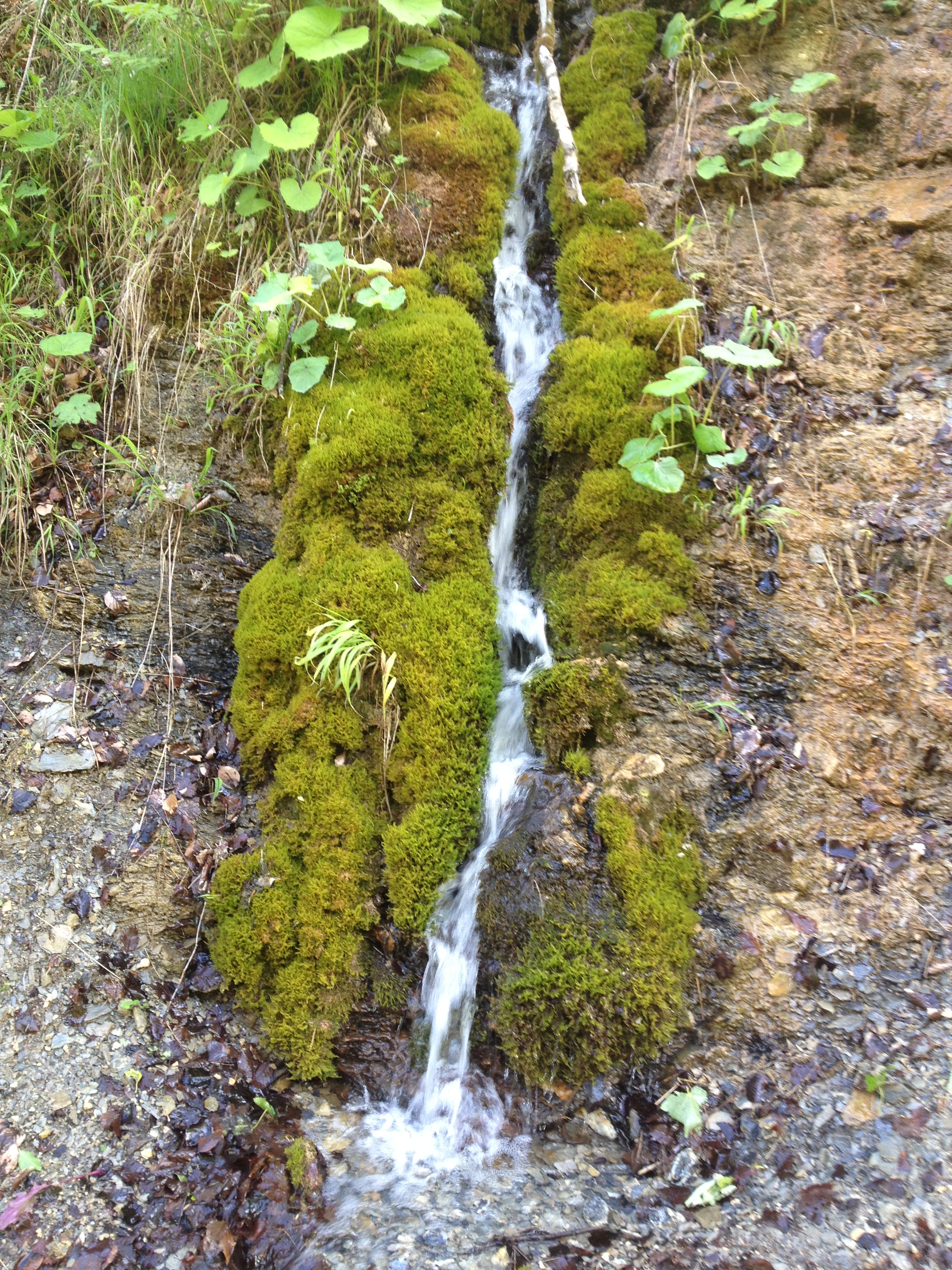
Eine der vielen Quellen

## Verkehr
Der Königgraben selber ist eine Sackstraße, die in einen Waldweg zwischen Gamskogel und Schartnerkogel mündet.
Die Katastralgemeinde Königgraben liegt an der Pyhrn Autobahn A 9 und in der Nähe der Brucker Schnellstraße S 35. Die nächstgelegene Anschlussstelle befindet sich im Knoten Peggau-Deutschfeistritz. Die Grazer Straße B 67, die parallel zur Pyhrn Autobahn in Richtung Graz verläuft, ist ebenfalls über den Knoten Peggau-Deutschfeistritz erreichbar.
Im Gemeindegebiet befindet sich der Schartnerkogeltunnel (1167 m/1232 m).